# Wolf Rahtjen
Wolfgang „Wolf“ Rahtjen (* 23. Juni 1923 in Hamburg; † 4. September 2003 ebenda; fälschlicherweise auch Wolf Rathjen) war ein deutscher Hörspielsprecher, Filmregisseur, Schauspieler, Synchronsprecher und Autor.

## Leben
Als Schauspieler wirkte er neben Bühnenauftritten in den 1960er Jahren im Fernsehfilm Bernhard Lichtenberg (1965) und in Episoden der Serien Raumpatrouille Orion, Kommissar Brahm, Die fünfte Kolonne und Graf Yoster gibt sich die Ehre mit.
Als Sprecher vertonte er etwa den Papa Schlumpf der Zeichentrickserie Die Schlümpfe, Merlin in der Zeichentrickserie Prinz Eisenherz, sprach verschiedene Asterixrollen, vertonte einzelne wechselnde Personen der Serie Die drei Fragezeichen und synchronisierte Schauspieler in Filmen der Olsenbande.
Regie führte er z. B. bei der Fernsehaufnahme Schneider Wibbel (1980) im Ohnsorg-Theater oder bei seinem selbstgeschriebenen Theaterstück Kaspar und die Honigdiebe, das sich an Kinder richtete (1968). Als Schauspieler hatte er vereinzelte Rollen in verschiedenen Serien.
Auch beim Computerspiel Lego Creator – Harry Potter und die Kammer des Schreckens hat er als der Helfer eine Sprechrolle übernommen.
Wolf Rahtjen erhielt seine letzte Ruhestätte auf dem Friedhof Ohlsdorf. Dort wurde er im anonymen Urnenhain bei Kapelle 13 beigesetzt.

## Filmografie (Auswahl)
- 1964: Das Kriminalmuseum: Akte Dr. W. (Fernsehserie)
- 1964: Kommissar Freytag (Fernsehserie, eine Folge)
- 1964: Das Kriminalmuseum : Der Schlüssel
- 1964–1966: Der Nachtkurier meldet … (Fernsehserie, zwei Folgen)
- 1965: Die seltsamen Methoden des Franz Josef Wanninger (Fernsehserie, Folge: Der Zeitzünder)
- 1965: Das Kriminalmuseum: Der Ring
- 1965: Die fünfte Kolonne (Fernsehserie, Folge: Blumen für Zimmer 19)
- 1966: Die Schatzinsel (Abenteuervierteiler)
- 1966: Raumpatrouille – Die phantastischen Abenteuer des Raumschiffes Orion (Fernsehserie, eine Folge)
- 1967: Kommissar Brahm (Fernsehserie, eine Folge)
- 1967: Das Kriminalmuseum: Die Reisetasche
- 1967: Das Kriminalmuseum: Die rote Maske
- 1967: Die fünfte Kolonne (Folge: Ein Anruf aus der Zone)
- 1968: Graf Yoster gibt sich die Ehre (Fernsehserie, eine Folge)
- 1969: Die Lederstrumpferzählungen (Abenteuervierteiler)
- 1972: Ein Toter stoppt den 8 Uhr 10 (Fernsehfilm)
- 1974: Okay S.I.R. (Fernsehserie) – Einspielungen
- 1979: Ein Kapitel für sich (Fernsehdreiteiler)
- 1983:  Tatort – Der Schläfer (Fernsehreihe)
- 1989: Zwei Münchner in Hamburg (Fernsehserie, eine Folge)
- 1993: Großstadtrevier (Fernsehserie, eine Folge)
- 1994: Diese Drombuschs (Fernsehserie, eine Folge)